# Région ecclésiastique du Piémont

Carte de la région ecclésiastique du Piémont.

La région ecclésiastique du Piémont (en italien : Regione ecclesiastica Piemonte) est l'une des seize régions ecclésiastiques que compte l'Église catholique romaine en Italie.
Cette circonscription d'une superficie de 29 405 km² couvre la majeure partie de la région du Piémont et la totalité de la région du Val d'Aoste, ainsi qu'une petite partie des régions de Ligurie et de Lombardie, englobant 4 539 796 habitants répartis sur 2 194 paroisses. En 2015, elle compte 1 613 religieux séculiers, 725 religieux réguliers et 384 diacres permanents.

## Archidiocèses et diocèses de la région
La région compte 2 archidiocèses et 15 diocèses.

### Province ecclésiastique de Turin
Archidiocèse de Turin
- Diocèse d'Acqui
- Diocèse d'Albe
- Diocèse d'Aoste
- Diocèse d'Asti
- Diocèse de Coni
- Diocèse de Fossano
- Diocèse d'Ivrée
- Diocèse de Mondovi
- Diocèse de Pignerol
- Diocèse de Saluces
- Diocèse de Suse

### Province ecclésiastique de Verceil
Archidiocèse de Verceil
- Diocèse d'Alexandrie
- Diocèse de Bielle
- Diocèse de Casal
- Diocèse de Novare

### Articles liés
- Église catholique en Italie
- Liste des diocèses et archidiocèses d'Italie